# Iraque nos Jogos Olímpicos
O Iraque participou pela primeira vez dos Jogos Olímpicos em 1948. O país não participou em 1952 e boicotou os Jogos de 1956 devido a oposição à Operação Mosqueteiro. Seguindo essa ausência, o Iraque retornou para ganhar uma medalha de bronze nos Jogos Olímpicos de 1960, em Roma. Eles participaram nas três edições seguintes mas voltaram a boicotar os jogos em 1972 e 1976 em protesto contra o Apartheid da África do Sul. Ao aderir ao boicote de 1976, o país se tornou apenas o segundo país não africano a fazer isso (o outro foi a Guiana). Desde 1980, o Iraque apareceu em todos os Jogos, apesar da Guerra do Iraque. Em 9 de Abril de 2003, o prédio do Comitê Olímpico Iraquiano em Bagdá foi severamente danificado em ataques. O programa olímpico iraquiano se recuperou a tempo  de competir em Atenas no ano seguindo. O Iraque nunca participou dos Jogos Olímpicos de Inverno.
O Iraque só tem 1 medalha desde que entrou nos jogos. Ela foi ganha no Halterofilismo.
Eles foram representados pelo Comitê Olímpico Nacional do Iraque desde sua entrada.

## Medalhistas
| Medalha           | Nome             | Jogos     | Esporte        | Evento              |
| ----------------- | ---------------- | --------- | -------------- | ------------------- |
| Medalha de bronze | Abdul Wahid Aziz | 1960 Roma | Halterofilismo | Peso Leve Masculino |

## Ver Tambéma
- Iraque nos Jogos Paraolímpicos